# Rhabdammina
Rhabdammina, en ocasiones erróneamente denominado Arrhabdammum o Rhabdamina, es un género de foraminífero bentónico de la subfamilia Rhabdammininae, de la familia Rhabdamminidae, de la superfamilia Astrorhizoidea, del suborden Astrorhizina y del orden Astrorhizida. Su especie tipo es Rhabdammina abyssorum. Su rango cronoestratigráfico abarca el Holoceno.

## Discusión
Clasificaciones previas incluían Rhabdammina en el suborden Textulariina del orden Textulariida.

## Clasificación
Se han descrito numerosas especies de Rhabdammina. Entre las especies más interesantes o más conocidas destacan:
- Rhabdammina abyssorum
- Rhabdammina annulata
- Rhabdammina linearis

Un listado completo de las especies descritas en el género Rhabdammina puede verse en el siguiente anexo.